# 列尔库尔
列尔库尔（法語：Liercourt，法語發音：[ljɛʁkuʁ]）是法国上法蘭西大區索姆省的一个市镇，属于阿布维尔区。

## 地理
列尔库尔（50°2'21"N, 1°54'0"E）面积5.53 平方千米，位于法国上法蘭西大區索姆省，该省份为法国北部沿海省份，北起加来海峡省和北部省，西接滨海塞纳省和大西洋英吉利海峡，南至瓦兹省，东临埃纳省。
与列尔库尔接壤的市镇（或旧市镇、城区）包括：巴约勒、埃龙代勒、索姆河畔方丹、阿朗库尔、蓬雷米、维默地区索雷勒。

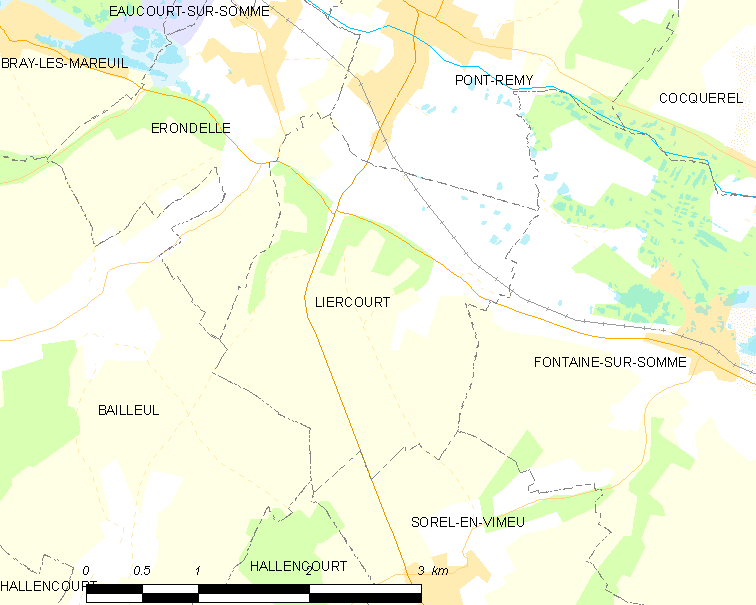
列尔库尔的OSM定位图

列尔库尔的时区为UTC+01:00、UTC+02:00（夏令时）。

## 行政
列尔库尔的邮政编码为80580，INSEE市镇编码为80476。

## 政治
列尔库尔所属的省级选区为加马什县。

## 人口

1962-2008年间列尔库尔人口变化图示

列尔库尔于2022年1月1日时的人口数量为332人。